# Sourskoïe
Sourskoïe (Су́рское) est une commune urbaine de Russie située dans l'oblast d'Oulianovsk, chef-lieu du raïon (arrondissement) de Sourskoïe, qui comprend sept entités municipales, et de l'établissement urbain du même nom qui comprend sept localités.

## Géographie
La commune se trouve à environ 110 km à vol d'oiseau à l'ouest d'Oulianovsk, la capitale régionale, non loin de la limite avec la république de Mordovie et de la Tchouvachie. Elle se trouve sur la rive gauche de la Soura, affluent de la Volga.

## Histoire

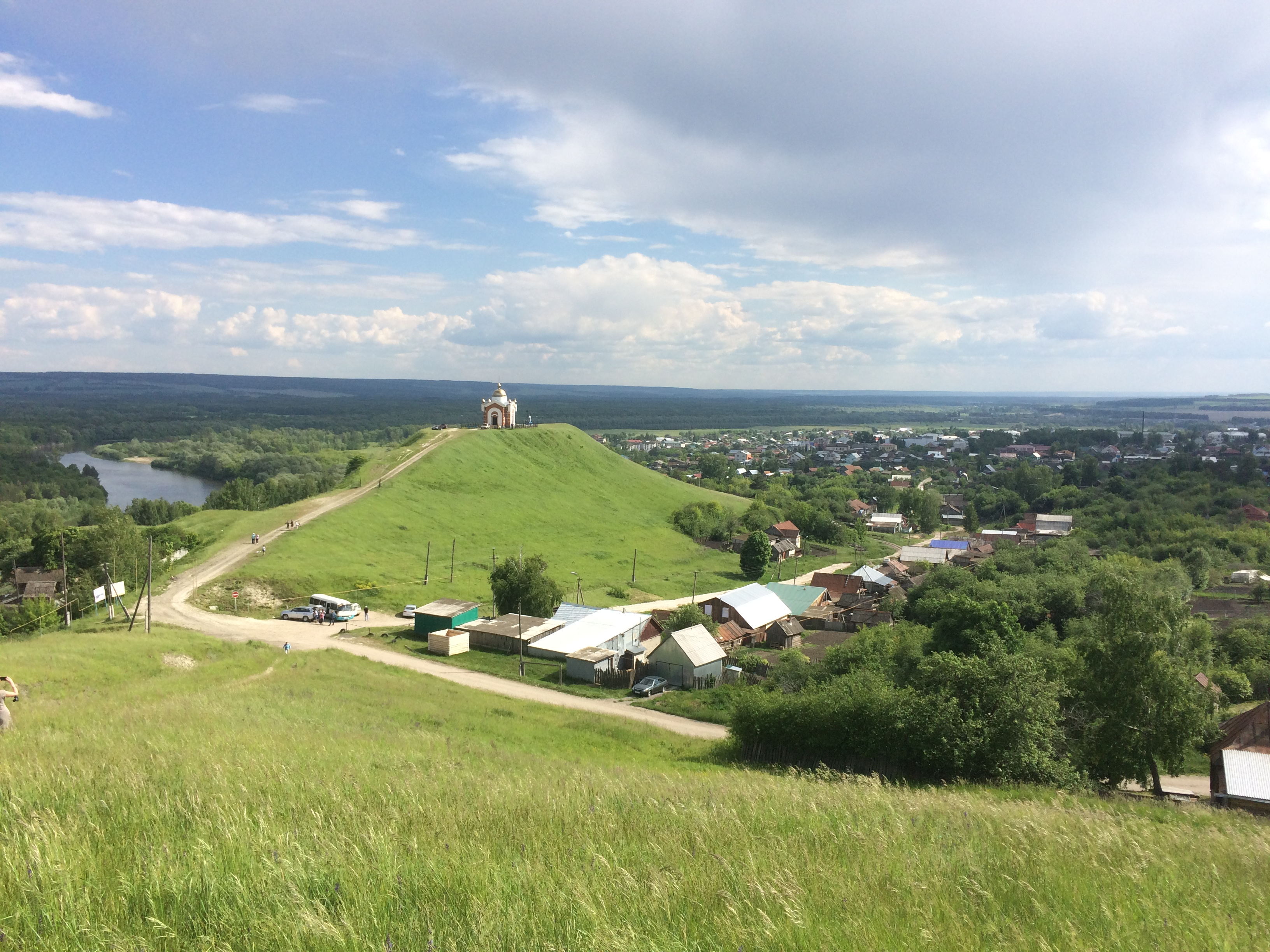
Vue du mont Saint-Nicolas dominant la Soura, avec la chapelle Saint-Nicolas en haut.

Un fortin est construit en 1552 dans le cadre de la lutte contre le khanat de Kazan sous Ivan le Terrible. Le village qui se forme porte d'abord le nom de Promza d'après la rivière qui se jette non loin dans la Soura, puis il prend en 1861 le nom de Promzino. En 1796, il fait partie de l'ouïezd d'Alatyr du gouvernement de Simbirsk. En 1930, il devient le chef-lieu du nouveau raïon de la Soura et en 1931 prend son nom actuel. Le village obtient le statut de commune urbaine en 1944. L'église Notre-Dame-de-Kazan (construite en 1820), l'église Saint-Georges, la chapelle Saint-Alexandre-Nevski et la chapelle Saint-Nicolas sont détruites. Cette dernière est reconstruite en l'an 2000. En 2005, Sourskoïé devient le siège administratif de l'établissement urbain du même nom.

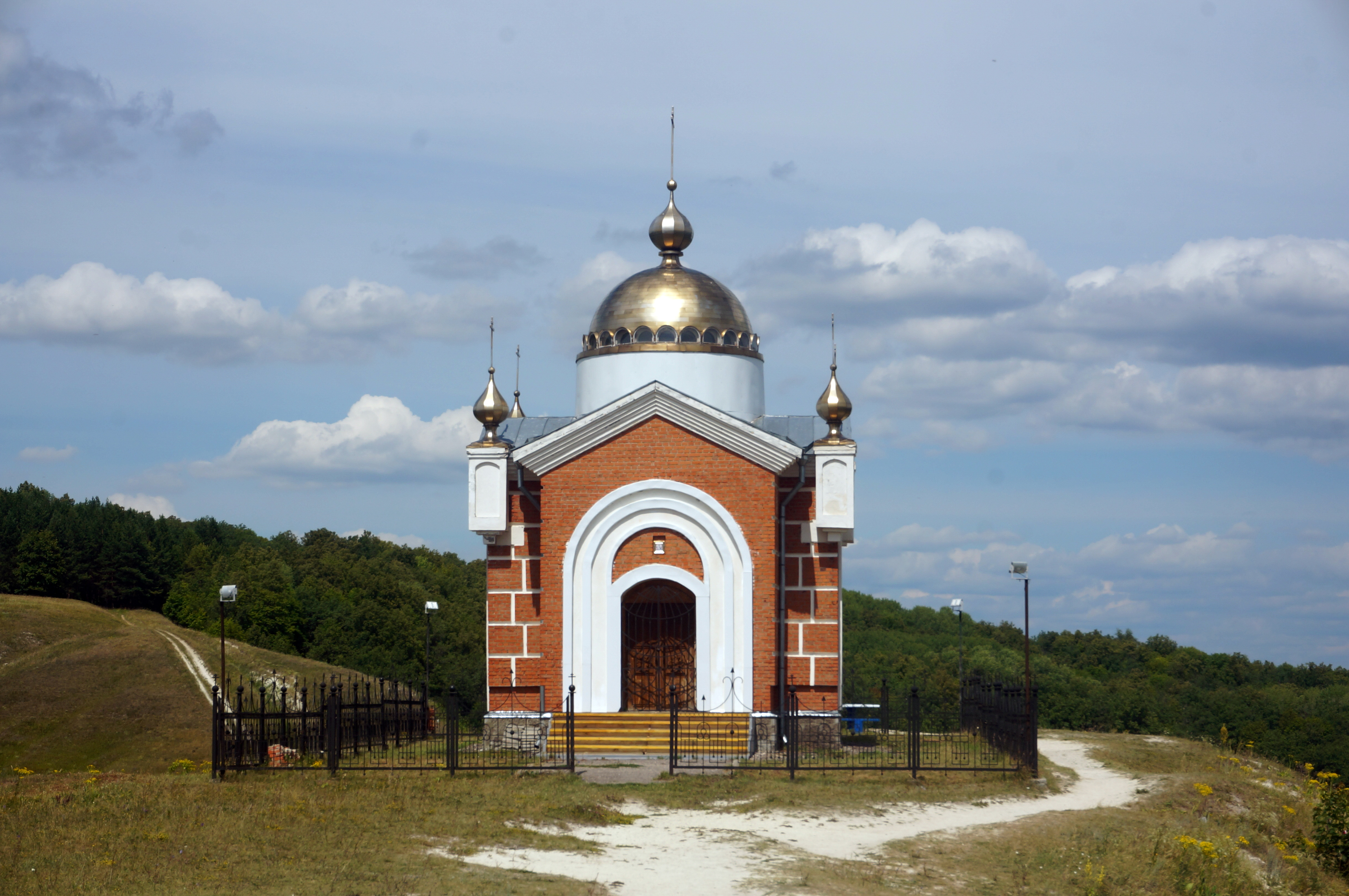
Chapelle Saint-Nicolas.

## Population
| Année | Habitants |
| ----- | --------- |
| 1897  | 4373      |
| 1939  | 5978      |
| 1959  | 7484      |
| 1970  | 7427      |
| 1979  | 7455      |
| 1989  | 7716      |
| 2002  | 7389      |
| 2010  | 6852      |
| 2017  | 6409      |
| 2021  | 5805      |

## Transport

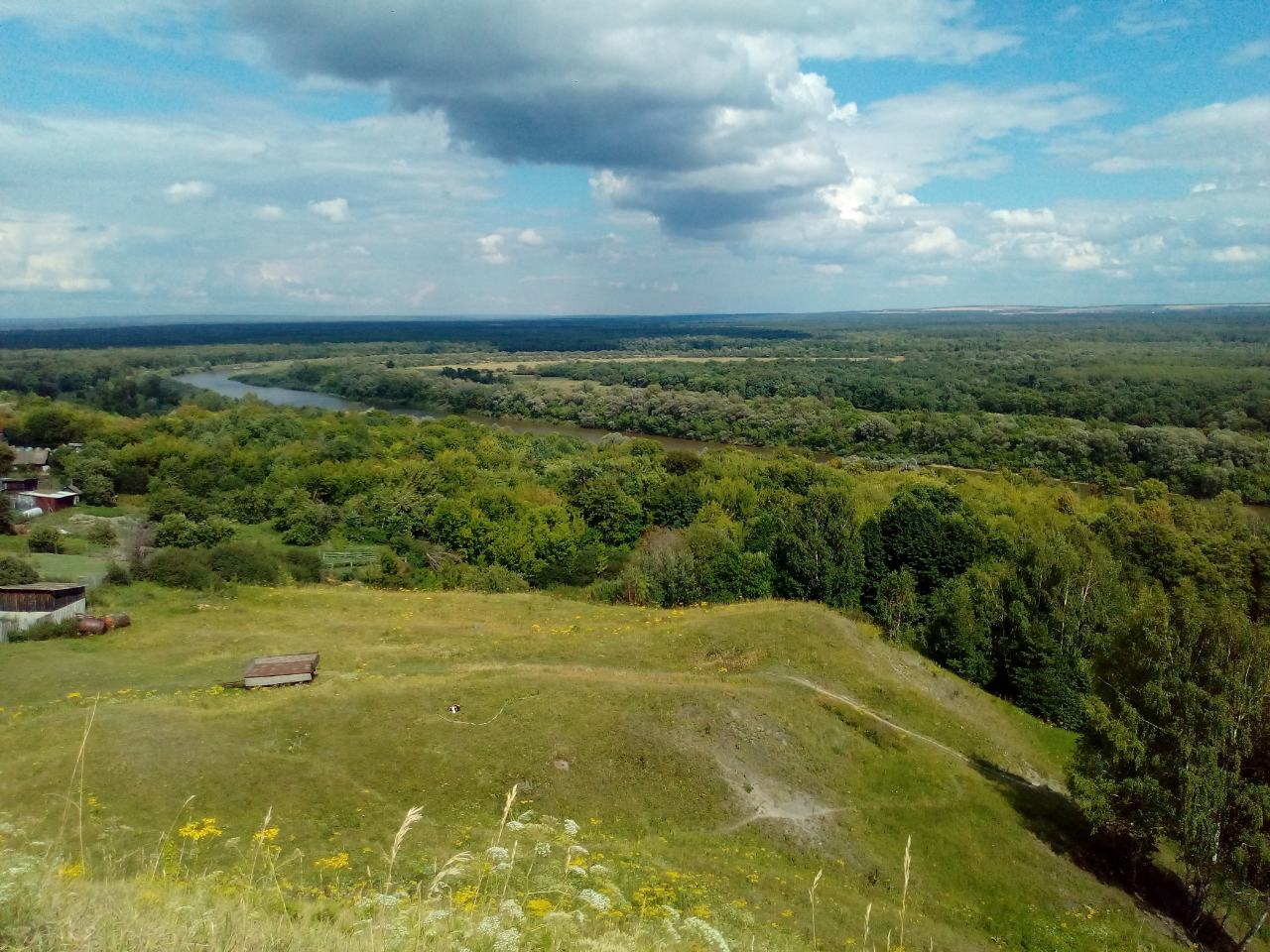
Vue de la Soura à partir du mont Saint-Nicolas.

La route fédérale R178 se trouve au sud de Sourskoïé, de Saransk à Oulianovsk. En direction du nord-ouest, l'on trouve la route régionale 73R-231 à la limite de la république de Tchouvachie, et plus loin la 97K-001 mène à Alatyr et à Choumerlia vers Tcheboksary.
La gare ferroviaire la plus proche est celle d'Alatyr sur la ligne Rouzaïevka-Kanach.

## Personnalités
- Youri Silantiev (1919-1983), chef d'orchestre et compositeur